# Qarah (huyện)
Huyện Qarah là một huyện thuộc tỉnh Hajjah, Yemen. Đến thời điểm năm 2003, huyện này có dân số 30641 người